# Ganna Sjukalo
Ganna Sjukalo, född 12 september 1976 i Kiev, Ukrainska SSR, Sovjetunionen, är en ukrainsk handbollsspelare.
Hon ingick i det ukrainska lag som tog OS-brons i damernas turnering i samband med de olympiska handbollstävlingarna 2004 i Aten.